# Colibri grivelé
Taphrospilus hypostictus
Genre
Espèce
Statut de conservation UICN

 LC  : Préoccupation mineure
Statut CITES
Le Colibri grivelé (Taphrospilus hypostictus) unique représentant du genre Taphrospilus, est une espèce de colibris de la sous-famille des Trochilinae et de la tribu des Trochilini.

## Distribution
Le Colibri grivelé est présent au Pérou, en Équateur, en Bolivie et en Argentine.

Carte de répartition de l'espèce

## Référence
(en) « Neotropical Birds Online », Cornell Lab of Ornithology, 9 juillet 2011